# Michaił Orłow
Michaił Fiodorowicz Orłow (ros. Михаил Фёдорович Орлов, ur. 11 września 1922 w Uroniu, zm. 27 lipca 1999 w Moskwie) – starszy lejtnant Armii Czerwonej, dowódca kompanii czołgów 65 brygady pancernej. Jako dowódca kompanii czołgów uczestniczył w walkach wojsk radzieckich z niemieckimi o Radom. 27 lutego 1945 za udział w walkach z Niemcami i rozbicie niemieckiej kolumny pod Mniszkiem otrzymał tytuł Bohatera Związku Radzieckiego, a 16 stycznia 1975, w 30. rocznicę wkroczenia wojsk radzieckich do Radomia, nadano mu tytuł honorowego obywatela Radomia.

## Odznaczenia
Wybrane odznaczenia:
- Order Lenina (27 lutego 1945)
- Order Wojny Ojczyźnianej I klasy (dwukrotnie)
- Order Czerwonej Gwiazdy